# Societat Musical l'Artística de Xiva
La Societat Musical l'Artística de Xiva és una societat musical valenciana fundada el 1850 i que representa el nucli cultural de Xiva de Bunyol. A través de la seua trajectòria ha tingut moments alts i moments baixos, però el seu fort arrelament popular ha aconseguit mantenir-la en el temps fins als nostres dies, formant part de la més important família cultural de la Comunitat Valenciana.

## Història
Pres l'any 1850 com el de naixença de la Banda, fins al 1873 no es té cap constància d'activitat que va establir el seu primer Reglament, per a la seua bona organització i govern. No existeixen moltes dades històrics de la banda fins a 1891, (a part de l'esmentat Reglament), any en el qual apareix un llibre de comptabilitat de despeses i ingressos de la Banda. No obstant això podem assegurar que estava en actiu i organitzada, ja que en l'arxiu sobre Xiva recopilat per D. Manuel Mora Yuste, existeixen tres programes d'actuacions en 1888.
La Banda, a causa de la seua llarga vida, ha estat en moltes ocasions dissolta i posteriorment creada. Els motius, diversos; desavinences internes, moviments associatius i de partits polítics, problemes econòmics, etc., que l'han dut a haver de modificar la seua denominació en funció de les exigències del moment. Des de 2012 edita la revista Artística XXI.